# Bibritsch

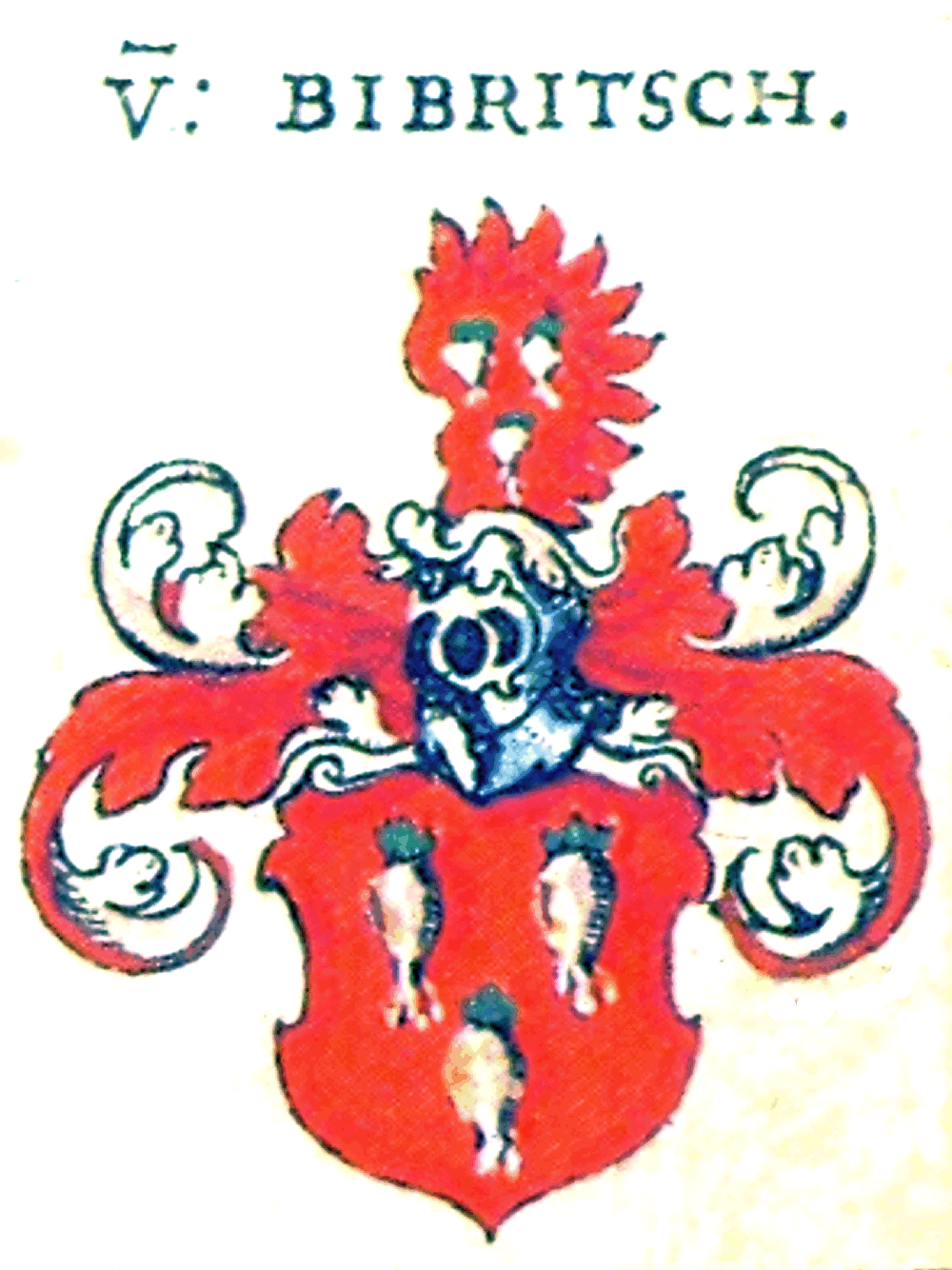
Wappen derer von Bibritsch in Siebmachers Wappenbuch von 1605

Bibritsch, auch Biberitsch, war der Name eines alten schlesischen und sächsischen Adelsgeschlechts. 

## Geschichte
Von Lederbur vermutete einen Zusammenhang mit den von Bibritsch, welche vom 14. bis 16. Jahrhundert dem  Patriziat von Freiberg angehörten, wobei als Stammsitz bzw. Herkunftsort Bobritzsch bei Freiberg in Betracht kommt. Bereits 1364 war Polenz in der Markgrafschaft Meißen im Besitz dieser Familie. In Schlesien waren die von Bibritsch bis 1610 in den Fürstentümern Breslau, Neisse und Grottkau begütert. Aus der Ehe von Wolfgang von Bibritsch auf Niklasdorf und Geseß mit Salome von Popschütz stammten die drei Kinder Christoph, Anna seit 1617 mit Gervavius von Necher auf Koppitz verheiratet, und Helena seit 1624 mit Balthasar Hermann von Promnitz auf Dittersbach verheiratet. Aus Mangel an Nachrichten dürfte das Geschlecht darauf in Schlesien erloschen sein.  

## Besitzungen
- Baara bei Breslau
- Geseß bei Neisse
- Niklasdorf bei Grottkau[3]

## Wappen
Blasonierung: Auf roten Feld drei silberne Rüben mit grünen Blättern. Kleinod: Ein roter Flügel belegt mit den drei Rüben. Helmdecken: rot-silbern. Nach Sinapius führten die ebenfalls aus Schlesien stammenden Edlen Ruben von Pfeilberg ein ähnliches redendes Wappen mit einem quadrierter Schild, im 1. und 4. blauen Feld drei silberne Rüben und im 2. und 3. roten Feld drei auf einen Berg aufsteigende Pfeile.